# Interessante-tal-paradokset
Interessante-tal-paradokset er et halv-humoristisk paradoks i sprog og talteori, som blev fremstillet af matematikeren Edwin Beckenbach[kilde mangler]. Paradokset benytter samme metode som Euclids teorem, til at bevise at alle naturlige tal er interessante. Paradokset lyder:
Nogle tal som primtal er interessante. Forestil dig en mængde af alle uinteressante tal; så vil det mindste uinteressante tal være interessant. Denne deduktion kan gentages (som i Euclids teorem), til mængden består af alle naturlige tal.
Paradokset udnytter sprogets vage begreber (som ikke kan defineres præcist) og illustrerer Sorites-paradokset.
| Matematik | Spire Denne artikel om matematik er en spire som bør udbygges. Du er velkommen til at hjælpe Wikipedia ved at udvide den. |

| filosofi | Spire Denne filosofiartikel er en spire som bør udbygges. Du er velkommen til at hjælpe Wikipedia ved at udvide den. |